# Marcus Whitman
Marcus Whitman (4 de septiembre de 1802 — 29 de noviembre de 1847) fue un médico y misionero estadounidense que ejerció su profesión en el Territorio de Oregón, famoso por liderar la primera gran caravana de carretas a lo largo de la Ruta de Oregón ( Oregon Trail), demostrando con ello ser una ruta viable que posteriormente fue usada por miles de emigrantes en las décadas siguientes, hasta la llegada del ferrocarril.

## Biografía
Tras la muerte de su padre, cuando Whitman tenía siete años, se trasladó a Rushville, Nueva York para vivir con su tío. Soñaba en llegar a ser un pastor, pero no tenía posibilidad de conseguir un buen currículo. En vez de ello, estudió medicina durante dos años con un experimentado médico, y recibió su título en el Fairfield Medical College. En 1834 se unió a la «American Board of Commissioners for Foreign Missions» (una agencia para las misiones). En 1835, viajó con el misionero Samuel Parker a territorio del actual noroeste de Montana y norte de Idaho, para atender a las tribus nativas de la población Flathead y Nez Perce. En esa época, prometió a los nez percé que volvería con otros misioneros y maestros para vivir con ellos. En 1836, Whitman se casó con Narcissa Prentiss, profesora de física y química. Narcissa había deseado viajar al Oeste como misionera, pero había sido incapaz de hacerlo sola. El 14 de marzo de 1837 nació su única hija, Alice Clarissa, el primer infante angloamericano nacido en el territorio de Oregón. Murió con dos años, ahogada en el río Walla Walla. A medida que iban llegando colonos en cantidades cada vez mayores, los Whitman acogieron a varios niños que se habían quedado huérfanos durante el viaje.
En 1836, ellos y un grupo de otros misioneros incluyendo a Henry H. Spalding, se juntaron a una caravana de comerciantes de pieles y viajaron al Oeste, estableciendo varias misiones, además de una propia, la colonia Whitman, llamada Waiilatpu, que significa «lugar del centeno» en la lengua cayuse. Se localizaba en el Valle Walla Walla, al noroeste de las montañas Blue («Blue Mountains») de Oregón, cerca de la actual ciudad de Walla Walla, en Washington. La colonia estaba en el territorio de las tribus cayuse y nez percé. Marcus cultivó y proveyó cuidados médicos, mientras que Narcissa levantó una escuela para los niños indios. En 1843, Whitman viajó al este, y a su vuelta ayudó a dirigir la primera gran caravana de carretas al oeste desde Fort Hall, en el este de Idaho. Conocida como la «Gran Migración», estableció la viabilidad de la ruta de Oregón para los futuros colonos.
La afluencia de colonos blancos en el territorio trajo nuevas enfermedades a las tribus indias, incluyendo graves epidemias de sarampión en 1847. La limitada práctica médica de los nativos y su falta de inmunidad a las nuevas enfermedades produjo una elevada tasa de mortalidad. Los celosos intentos de conversión por parte de los Whitman, así como la recuperación de muchos pacientes blancos, disparó la creencia entre los nativos de que Whitman estaba causando la muerte de sus pacientes indios. Según algunos contemporáneos, incluyendo al reverendo Henry H. Spalding, la situación se agravó por la animosidad existente entre los misioneros protestantes y los sacerdotes católicos locales. La tradición india de hacer personalmente responsable al curandero de la recuperación del paciente, finalmente acabó violentamente en lo que se conoce como Masacre Whitman, en la que miembros de la tribu Cayuse asesinaron a los Whitman en su casa el 29 de noviembre de 1847. También fueron asesinados otros doce colonos blancos de la misma comunidad.